# Ana Plácido
Ana Augusta Vieira Plácido (Oporto, 27 de septiembre de 1831 – São Miguel de Seide, 20 de septiembre de 1895), conocida como Ana Augusta y Ana Plácido, fue una escritora portuguesa autora de novelas, crónicas, poemas y cuentos que escribió bajo seudónimos como Gastão Vidal de Negreiros y Lopo de Sousa y abreviaturas de su nombre como A. A. (Ana Augusta) y AA Plácido (Ana Augusta Placido). Escribió asimismo asiduamente en la prensa portuguesa y brasileña del siglo XIX. Autora de los libros Luz coada por ferros y Herança de lágrimas. Estuvo casada con el escritor Camilo Castelo Branco, y fue vizcondesa de Correia Botelho.

## Biografía
Plácido era hija de Ana Augusta Vieira y de António José Plácido Braga. Cuando tenía 19 años, su padre la obligó a casarse con el comerciante Manuel Pinheiro Alves, de 43 años, que había emigrado a Brasil y había hecho una fortuna. Establecieron su residencia en la calle do Almada, en Oporto.
En 1856, Plácido, insatisfecha con su matrimonio, inició una relación adúltera con Camilo Castelo Branco. En 1858 tuvo un hijo, Manuel Augusto, reconocido como suyo por su marido Pinheiro Alves, pero muchos autores especulan que era hijo de Camilo. Tras ser denunciada por su marido, Plácido fue detenida el 6 de junio de 1860, y Castelo Branco huyó de la justicia por un tiempo, pero terminó entregándose el 1 de octubre. Ambos fueron recluidos en la Cadeia da Relação, en Oporto, a la espera de juicio.
Tras ser juzgados y absueltos del delito de adulterio, el 16 de octubre de 1861, Camilo y Ana Plácido comenzaron a vivir juntos, teniendo dos hijos, Jorge Camilo, nacido en 1863 y Nuno Plácido, nacido en 1864.
Tras la muerte de su primer marido en 1863, Manuel Augusto, supuesto hijo legítimo de Pinheiro Alves, recibió una gran herencia, siendo Ana Plácido la administradora de los bienes. Castelo Branco, Plácido y sus tres hijos fueron entonces a vivir a la casa de campo de Pinheiro Alves en São Miguel de Seide, que más tarde sería conocida como la Casa de Camilo Castelo Branco. Este tenía entonces 38 años y Ana 32. Fue en esta casa donde Castelo Branco escribió gran parte de su obra, mientras Plácido administraba la propiedad.
El 9 de marzo de 1888, Castelo Branco y Plácido finalmente se casaron. Camilo Castelo Branco, atormentado por la ceguera y la parálisis derivadas de la sífilis que padecía desde hacía años, se suicidó en 1890. Plácido moriría años después, repentinamente, en la noche del 20 de septiembre de 1895, en São Miguel de Seide. Sus hijos pronto siguieron el mismo camino (Manuel ya había muerto en 1877): Nuno murió en 1896 y Jorge en 1900.

## Carrera literaria
Colaboró en varias publicaciones, entre ellas la Revista Contemporánea de Portugal y Brasil (1859-1865), O Atheneo (1859-1860) y la Gazeta Literária do Porto (1868).  Era traductora, aunque su función es anónima porque era una práctica común en la época. Su primer libro, Luz coada por ferros, se publicó en 1863 y se lo dedicó a su hermana María José, quien moriría de tuberculosis como algunos de sus hermanos. El libro Herança de Lágrimas fue firmado en 1871, con el seudónimo de Lopo de Sousa. 

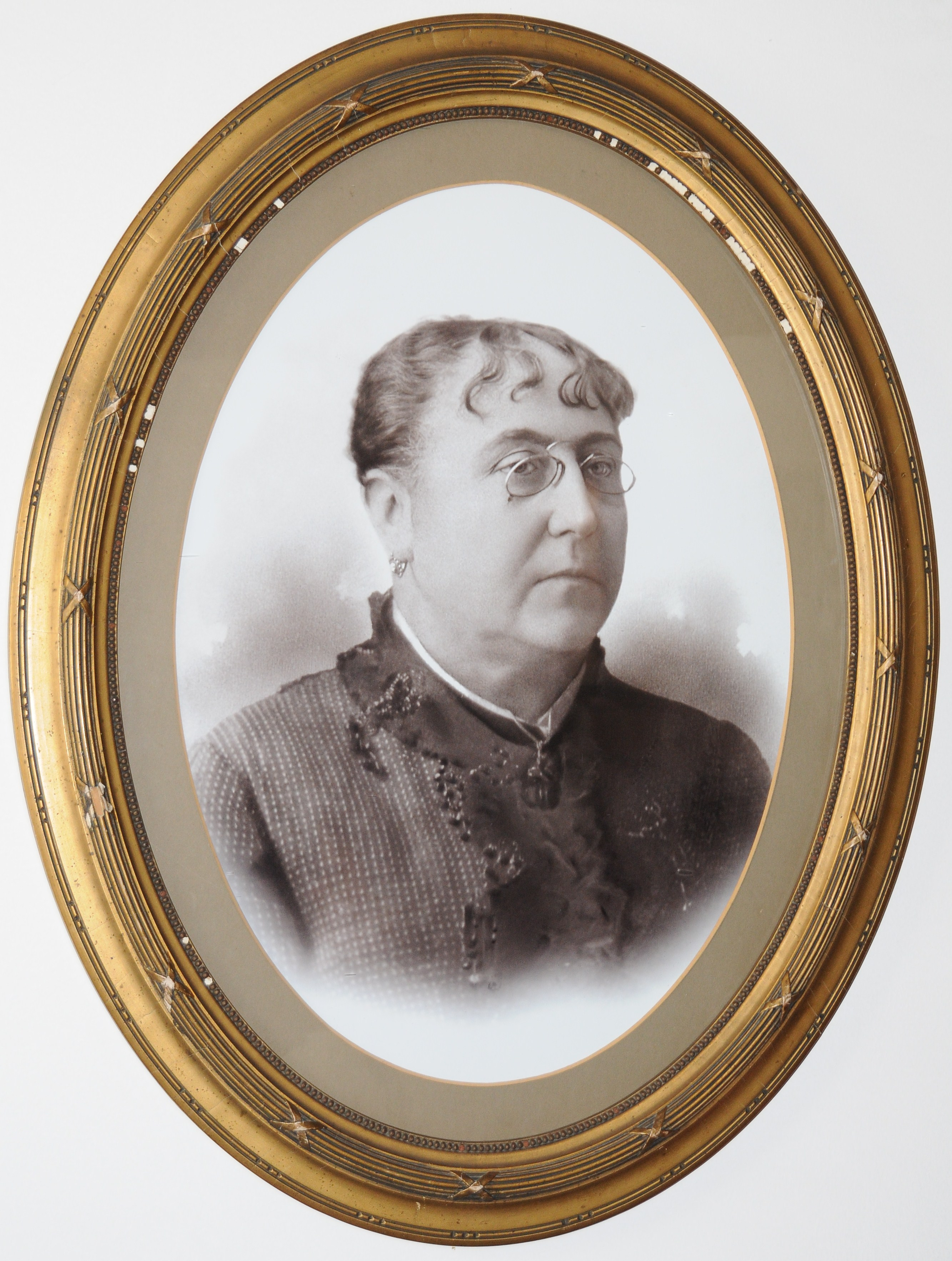
Retrato de Ana Plácido

Durante su carrera literaria firmó varias veces con seudónimos, siendo los más conocidos Gastão Vidal de Negreiros y Lopo de Sousa. También utilizaba abreviaturas, siendo la más común A. A. (Ana Augusta) y AA Plácido (Ana Augusta Placido). Ayudó a Castelo Branco con algunos textos y también se dedicó a la poesía. El seudónimo y las abreviaturas parecen ser formas de distanciamiento irónico de su propia presencia en la literatura portuguesa, en la que la autoría femenina era devaluada y exigía la ocultación del nombre de pila, marcadamente femenino, o la elección de un nombre masculino. Además, la visibilidad nacional del caso judicial por adulterio de Plácido (que no se relaciona directamente con Castelo Branco) obligó socialmente a la escritora a ser humilde, pues rara vez identificaba lo que escribía con su nombre oficial, aunque podamos leer la proximidad de la figura de Castelo Branco como un incentivo a escribir, fundamentalmente como medio de subsistencia. Estas circunstancias históricas hacen muy difícil, aún hoy, descubrir todos sus escritos y conocer el alcance de su contribución a los periódicos que dirigió con Camilo Castelo-Branco.
Lo que se sabe, sin embargo, es ya significativo de su compromiso intelectual con la lucha por la emancipación femenina. La propia escritura de Plácido, y sobre todo la distancia crítica que su (auto)ficción la obliga a adoptar, se convierte en una forma de liberación, hasta el punto de que la hace consciente de su papel de creadora.

## Obra
Entre sus obras se cabe destacar las siguientes:

### Inédito
- Vía Dolorosa (135 telegramas 6/6/1859-9/11/1860) Casa-Museo de San Miguel de Ceide

### Obras impresas
- Luz coada por ferros (Luz filtrada a través de los hierros). Escritos originales, Lisboa, en Typ Universal, 1863. Cf. publicado en 1863 por Livraria A. METRO. ¿Peral? Hay 2. 1ª edición: Lisboa, Sociedad Antónia Maria Pereira, 1904. En el marco de las celebraciones del 1er. Centenario de la muerte de D. Ana Augusta Plácido. Vietnamita de Famalicão, Editorial Lello & Irmão/Consejo Municipal de VN Famalicão, 1995 (con introducción de Júlio Cesar Machado, pp. VI-XV, y presentación de Aníbal Pinto de Castro, pp. 3-31).
- [con el seudónimo Lopo de Sousa] Herança de Lágrimas, Guimarães, Editorial Guimaranense, 1871. Reedición: Lisboa, Sibila Publications, 2019. Con prefacio de Inês Pedrosa e identificación de la autora en la portada sustituyendo al seudónimo.
- [con el seudónimo Lopo de Sousa] A promessa, Almanaque de librería internacional, Oporto, Libro. Internacional, 1873.
- Cartas inéditas de la segunda esposa de Camillo Castello Branco, Lisboa, Libro. J. Rodríguez, 1916. Notas y comentarios de Affonso d'Azevêdo Nunes Branco

### Colaboración en publicaciones periódicas
- Atheneu, 1859-1860
- Horas de Luz nas Trevas de um Cárcere, O Nacional, 5/10/1860
- O Mundo do Doutor Pangloss, O Nacional, 3/11/1860
- Impressões Indeleveis, Amigo do Povo, Outubro de 1860
- Às portas da eternidade, O Futuro, Rio de Janeiro, 15/9/1862
- A desgraça da riqueza, O Futuro, Rio de Janeiro, Typografia do Correio Mercantil, 15/2/1863; 1/3/1863; 15/7/1863?
- Raquel, a santa do amor, dias antes da sua morte..., Gazeta de Portugal, nº 181, 24.6.1863
- Três lágrimas de Raquel, O Civilizador, Porto, nº 11, 1/3/ 1865, pp. 108-9.
- Aurora: drama imitado de um romance de Méry [Les damnés de L’Inde], O Civilizador, Porto, nº 7, 9, 11, 13, 15, 18 [1-1-1865 / 15-6-1865 [incompleto]. Cf. Edição CABRAL, M. Fernanda Damas - Ana Plácido. Estudo, Cronologia, Antologia (narrativa), Lisboa, Caminho, 1991, pp. 95-121.
- A uns anos (poesia) A Esperança – Semanário de Recreio Literário, nº 1, 1865-1866.
- Num álbum (prosa) A Esperança – Semanário de Recreio Literário, nº 1, 1865-1866.
- [bajo el seudónimo Gastão Vidal de Negreiros] Regina (romance incompleto), Gazeta Literária do Porto, 1868
- Viscondessa de Correia Botelho, «Destinado a socorrer as vítimas sobreviventes do Teatro Baquet» Diário Ilustrado 31/3/1888
- [bajo el seudónimo Lopo de Sousa] A Promessa, Almanaque da Livraria Internacional, Ed. da Livraria Internacional do Porto, 1873
- O mundo do Doutor Pangloss, Revista Contemporânea
- Horas de Luz, Revista Contemporânea
- Recordação, Revista Contemporânea
- Martyrios Obscuros, Revista Contemporânea

### Traducciones y adaptaciones
- Amédée Achard, Como as mulheres se perdem [traducción de Ana Plácido bajo el seudónimo Lopo de Sousa], Col. Biblioteca para Senhoras, Porto, Ed. Chardron, 1874
- Amédée Achard, A Vergonha que mata [traducción de Ana Plácido bajo el seudónimo Lopo de Sousa], Col. Biblioteca para Senhoras, Porto, Ed. Chardron, 1874
- Benjamin Constant, Aprender na Desgraça Alheia [traducción de Ana Plácido bajo el seudónimo Lopo de Sousa do romance de Benjamin Constant, Adolphe] Col. Biblioteca para Senhoras, Porto, Ed. Chardron, 1875
- Vítor Cherbuliez, Feitiços da Mulher Feia, 1876 [traducción de Ana Plácido bajo el seudónimo Lopo de Sousa]
- Alphonse Gratry, Mês de Maria da Imaculada Conceição [traducción de Ana Plácido / anónima] Porto, Ed. Viúva More, 1865
- Lescoeur, A Vida Futura [traducción de Ana Plácido / anónima], 1877
- Villefranche, Pio IX [traducción de Ana Plácido / anónima], 1877
- O Papa e a Liberdade [traducción de Ana Plácido / anónima], 1879
- Émile Mathieu Campagne, Dicionário Universal de Educação e Ensino, Porto, Ed. Ernesto Chardron, 1873 (trad. de Ana Plácido em colaboração com Camilo Castelo Branco)
- O Mundo do Doutor Pangloss, O Nacional, 3.11.1860
- Meditações e Martírios Obscuro, Revista Contemporânea de Portugal e Brasil, 1860

### Seudónimo Gastão Vidal de Negreiros
- Gazeta Literária do Porto (dirigida por Camilo Castelo Branco 16 números) – (en 1868 Ana Plácido comienza a publicar com pseudónimo un romance inacabado Regina y haciendo crítica literária)
- [bajo el seudónimo Lopo de Sousa] Almanaque da Livraria Internacional (con el texto «A promessa», Ed. de la Livraria Internacional do Porto, 1873)